# Korea Południowa na Zimowych Igrzyskach Olimpijskich 1964
Koreę Południową na Zimowych Igrzyskach Olimpijskich 1964 reprezentowało siedmioro zawodników: pięciu mężczyzn i dwie kobiety. Był to czwarty start reprezentacji Korei Południowej na zimowych igrzyskach olimpijskich.

## Skład kadry

### Biegi narciarskie
Mężczyźni
| Zawodnik     | Konkurencja   | czas                     | Pozycja                  |
| ------------ | ------------- | ------------------------ | ------------------------ |
| Yang Yong-ok | Bieg na 30 km | 2:28:54,7                | 66.                      |
| Yang Yong-ok | Bieg na 50 km | Nie ukończył konkurencji | Nie ukończył konkurencji |

### Łyżwiarstwo szybkie
Mężczyźni
| Zawodnik       | Konkurencja   | Konkurencja   | Konkurencja    | Konkurencja    | Konkurencja    | Konkurencja    | Konkurencja      | Konkurencja      |
| Zawodnik       | Bieg na 500 m | Bieg na 500 m | Bieg na 1500 m | Bieg na 1500 m | Bieg na 5000 m | Bieg na 5000 m | Bieg na 10 000 m | Bieg na 10 000 m |
| Zawodnik       | Czas          | Miejsce       | Czas           | Miejsce        | Czas           | Miejsce        | Czas             | Miejsce          |
| -------------- | ------------- | ------------- | -------------- | -------------- | -------------- | -------------- | ---------------- | ---------------- |
| Choi Yeong-bae | 44,8          | 42.           | 2:20,3         | 40.            | 8:03,4         | 17.            | 17:31,3          | 31.              |
| Choi Nam-yeon  |               |               | 2:30,2         | 52.            | 8:28,0         | 36.            |                  |                  |

Kobiety
| Zawodnik    | Konkurencja   | Konkurencja   | Konkurencja    | Konkurencja    | Konkurencja    | Konkurencja    | Konkurencja    | Konkurencja    |
| Zawodnik    | Bieg na 500 m | Bieg na 500 m | Bieg na 1000 m | Bieg na 1000 m | Bieg na 1500 m | Bieg na 1500 m | Bieg na 3000 m | Bieg na 3000 m |
| Zawodnik    | Czas          | Miejsce       | Czas           | Miejsce        | Czas           | Miejsce        | Czas           | Miejsce        |
| ----------- | ------------- | ------------- | -------------- | -------------- | -------------- | -------------- | -------------- | -------------- |
| Kim Hye-suk | 49,6          | 20.           | 1:45,1         | 26.            |                |                |                |                |
| Kim Gwi-jin |               |               |                |                | 2:39,7         | 27.            | 5:41,6         | 19.            |

### Narciarstwo alpejskie
Mężczyźni
| Zawodnik      | Konkurencja | Konkurencja | Konkurencja     | Konkurencja     | Konkurencja                   | Konkurencja                   | Konkurencja                   | Konkurencja                   |
| Zawodnik      | Zjazd       | Zjazd       | Slalom gigant   | Slalom gigant   | Slalom specjalny-kwalifikacje | Slalom specjalny-kwalifikacje | Slalom specjalny-kwalifikacje | Slalom specjalny-kwalifikacje |
| Zawodnik      | Czas        | Pozycja     | Czas            | Pozycje         | Czas 1-go przejazdu           | Czas 2-go przejazdu           | Czas łączny                   | Pozycja                       |
| ------------- | ----------- | ----------- | --------------- | --------------- | ----------------------------- | ----------------------------- | ----------------------------- | ----------------------------- |
| Jo Yeong-seok |             |             | 2:55,74         | 77.             | 1:49,14                       | 1:28,53                       | Nie awansował                 | Nie awansował                 |
| Kim Dong-baek |             |             | Dyskwalifikacja | Dyskwalifikacja | 2:01,88                       | Nie ukończył przejazdu        | Nie awansował                 | Nie awansował                 |